# Allophylus hamatus
Allophylus hamatus är en kinesträdsväxtart som beskrevs av François Marie Camille Vermoesen och Lucien Leon Hauman. Allophylus hamatus ingår i släktet Allophylus och familjen kinesträdsväxter. Inga underarter finns listade i Catalogue of Life.